# Rio Shanay-timpishka
8° 48′ 46″ S, 74° 44′ 25″ O
 O rio Shanay-timpishka, mais popularmente conhecido como "Rio Fervente do Amazonas", é um rio afluente do Rio Pachitea, que posteriormente deságua no Rio Ucaiáli, o principal afluente do Rio Amazonas. Embora não seja o único rio termal do mundo, é o maior documentado. Embora todo o sistema fluvial tenha cerca de 9 km, os 6,24 km mais baixos do rio são fontes termais. No seu ponto mais profundo, o rio chega a cerca de 4,5 m de profundidade. No seu ponto mais largo, o rio chega a cerca de 30 m de largura.
Em sua nascente sua a temperatura de suas águas é moderada com cerca de 27 °C. Ao longo de seu caminho de fluxo, o riacho flui sobre zonas de falhas geológicas, onde águas geotérmicas quentes das profundezas da terra vêm à superfície, aumentando a temperatura da água gradativamente. A temperatura mais alta já medida no Rio Boiling foi em uma fonte termal, com 99,1 °C. A temperatura média mais alta do rio já registrada foi de quase 95°C.

## Nome
O nome "Shanay-timpishka" significa "fervido pelo calor do sol" — de "shanay" (calor do sol) e "timpu" (o verbo "ferver"), embora a fonte do calor seja, na verdade, geotérmica .
O nome mais popular para este local é "Rio Fervente" ou "Río Hirviente" (espanhol).
O Rio Boiling como um todo não é chamado de "La Bomba". La Bomba é o nome de uma fonte termal específica no Rio Boiling, e esse nome não deve ser usado para todo o sistema fluvial.

## Explicação científica
Andrés Ruzo, um geocientista, investigou a fonte do calor. Ele aprendeu sobre isso quando criança, por meio de seu avô. O rio mantém sua alta temperatura apesar de não estar perto de nenhum vulcão ativo conhecido ou de fontes geotérmicas, que normalmente fornecem aquecimento geotérmico para as águas subterrâneas. Apesar da sua natureza única, a National Geographic o descreveu como uma característica inteiramente natural: uma característica geotérmica não vulcânica que flui a taxas elevadas anormais. A teoria predominante para a fonte desse calor vem do gradiente geotérmico da Terra. Estando mais próxima do manto da Terra, a água subterrânea tende a conter uma temperatura mais alta que a água da superfície. A teoria é que a água pluvial cai na superfície da Floresta Amazônica e encontra falhas profundas onde desce para dentro da crosta. A água é então aquecida de acordo com o gradiente geotérmico. É então provável que seja alimentado para a superfície da Terra através de fontes termais alimentadas por falhas que aquecem o rio ao longo do seu percurso.